# I fornuftens land
I fornuftens land er det niende studiealbum fra den danske sanger og satiriker Niels Hausgaard. Det blev udgivet i 1991 og blev sidste album i de næste 15 år, indtil Flyv så udkom i 2006. 

## Spor
1. "Velbegavet" - 3:25
2. "I Fornuftens Land" - 3:30
3. "Rundt Skal Det Gå" - 2:51
4. "Min Første Guitar" - 3:35
5. "Skruk" - 3:47
6. "En Dygtig Dreng" - 2:36
7. "Min Brors Barn" - 2:14
8. "Tidens Krav" - 3:51
9. "Svineprinsessen" - 4:17
10. "Rejer Og Blomkål" - 3:05
11. "Havesyge" - 3:44
12. "Træt" - 2:34
13. "Sommiallik" - 3:18